# ヘビメタさん
『ヘビメタさん』は、テレビ東京・テレビ大阪・テレビ愛知の3局で放送されたハウフルス製作の音楽バラエティ番組。全26回。キー局のテレビ東京では2005年4月5日から同年9月27日まで放送された。

## 概要
ヘヴィメタルを専門に取り上げていた番組で、ヘヴィメタルに明るくない視聴者にも分かりやすく、かつ掘り下げた話題や企画を織り込むなど硬軟取り混ぜた内容で放送されていた。また、マーティ・フリードマンのタレントとしての地盤を築いた番組でもある。
この番組は、元々はスクウェア・エニックスが『ヘビーメタルサンダー』というゲームソフトの宣伝のためにハウフルスに製作させた番組であるが、その内容が単なる宣伝の枠を超えて視聴者に受け入れられ（あまり宣伝効果には繋がらなかったようで、ゲーム自体の売り上げは芳しくなかった）、テレビ東京の公式サイトでは深夜番組としては異例のアクセスランキング3位を記録した。また、番組終了が発覚した直後からインターネット上で番組存続を求める署名活動が活発になり始めた。これを受けた製作サイドは、急遽スクウェア・エニックス公式サイト内に特別ページ「ヴィンセントのweb版ヘビメタさん」を設け、番組終了から2か月間番組の関連動画を配信した。その後は同コーナーを担当していたヴィンセントが個人ブログにレギュラー陣との対談記事を掲載するのみに留まっていたが、番組終了から半年後の2006年4月に同じくテレビ東京で『ROCK FUJIYAMA』がスタートすることになった。
番組タイトルに「ヘビメタ」というヘヴィメタルに対しての蔑称を敢えて使っていた理由は、新聞のラ・テ欄に「ヴ」の字が使えないことと、タイトル自体が『ヘビーメタルサンダー』の略称を元にしていたからである（「ヘビメタサン」の「サン」をひらがなに直している）。

## 出演者

### レギュラー
- 鮎貝健
- 熊田曜子 - 番組では「21世紀のメタルクイーン」を目指すために猛勉強していた。メタルのことを全然知らないと発言したが、エアロスミスは大好き。2005年7月26日放送分（テレビ東京）では初めてギタープレイを披露。
- マーティ・フリードマン - 元メガデス、新宿在住のギタリスト。流暢な日本語を話す。
- 久武頼正 - MITギャザリング所属のプロデューサーで、アニメタルの仕掛け人。通称「夜のごきげんよう」（髪型が小堺一機に似ているため）。
- 東京メタルドールズ（TMD） - メンバーはグリズリー鉄子Feとダイナマイト塩美Naの2人だったが、ダイナマイト塩美Naが大学卒業試験のために帰国し、新メンバーとしてキラー銀子Agが加入した。また、ローズマリー銅代Cuも加入している。

### ゲスト
- 第1回 マーティ・フリードマン（ex. メガデス）
- 第2回 大槻ケンヂ（特撮 ex. 筋肉少女帯）
- 第3回 ローリー（ex. すかんち）
- 第4回 YOU （ex. FAIRCHILD）
- 第5回 野村義男（ex. THE GOOD-BYE）
- 第6回 濱田マリ（ex. モダンチョキチョキズ）
- 第7回 武藤敬司（from 全日本プロレス）
- 第8回 大槻ケンヂ
- 第9回 真矢（ex. LUNA SEA）
- 第10回 武蔵
- 第11回 マーティ休場 → 野村義男、大槻ケンヂ
- 第12回 マーティ休場 → 野村義男、寺田恵子・五十嵐美貴（from SHOW-YA）
- 第13回 モト冬樹（ex. ビジーフォー）
- 第14回 ローリー ジェイク島袋
- 第15回 野口五郎、久武休場 → ルーク篁（ex. 聖飢魔II、from CANTA）
- 第16回 SEX MACHINEGUNS （Anchang & Kenjilaw）、久武休場 → ルーク篁
- 第17回 ポール・ギルバート（ex. MR. BIG）
- 第18回 クリス・ペプラー
- 第19回 パッパラー河合（ex. 爆風スランプ）
- 第20回 野村義男、ストラトヴァリウス（ティモ・トルキ & ティモ・コティペルト）
- 第21回 八代亜紀
- 第22回 佐野史郎（from Sanch）
- 第23回 宮藤官九郎（from グループ魂）
- 第24回 真矢
- 第25回 蝶野正洋
- 第26回 大槻ケンヂ、ローリー

## コーナー
School of Metal
その名の通り「メタルの学校」で、マーティと久武がヘヴィメタの歴史を解説していた。
メタル魂 in Japan
「日本の歌には全部メタルの魂あるヨ」とマーティが言ったことから始まったコーナー。
AirMETAL BATTLE
エアギターならぬエアメタルで対決するコーナー。
鋼鉄カラオケ
番組所属歌手・ペインBBによる直訳ロック歌唱コーナー。
ヨーコの今夜のイッポン
ギターと美女が絡み合う新しい芸術表現の1つ。毎週ヘヴィメタ界伝説のギタリストと、そのギタリストが愛用したギターを紹介。
LIVE IN JAPAN
「有名アーティストがヘビメタさんのために緊急来日！」ではなく、有名アーティストを熱くリスペクトする日本のカヴァーバンドがライブを行い、レギュラー陣から記者会見を受けた。
対決企画
ゲストとマーティ、ゲストと熊田が対決するコーナー。結局バラエティのお約束でマーティが逆転負けした。
主な対決内容
- ギターリフ番長決定戦
- 異種格闘技シリーズ（ギターVSドラム、ギターVSボーカリスト）
- 弦張替え選手権世界大会

## スタッフ・テーマ曲
- 構成 - 加藤智久
- 技術 - ヌーベルバーグ
- エンディング曲 - 『愛人28』（SEX MACHINEGUNS） - Virgin Music
- ディレクター - 齊藤亮
- 演出 - 山田謙司
- プロデューサー - 津田誠
- 製作著作 - ハウフルス

## 放送局
| 放送対象地域 | 放送局     | 系列           | 放送日時                 | 備考    |
| ------------ | ---------- | -------------- | ------------------------ | ------- |
| 関東広域圏   | テレビ東京 | テレビ東京系列 | 火曜 25時00分 - 25時30分 |         |
| 愛知県       | テレビ愛知 | テレビ東京系列 | 金曜 25時28分 - 25時58分 | 3日遅れ |
| 大阪府       | テレビ大阪 | テレビ東京系列 | 土曜 26時05分 - 26時35分 | 4日遅れ |

## 関連メディア

### ヴィンセントのweb版ヘビメタさん
スクウェア・エニックス公式サイト内に設けられた動画配信ページで、テレビ版に引き続き鮎貝・マーティ・久武の3人が出演している。制作および記事の執筆は、公式サイトのバックナンバーを担当していたヴィンセントが担当。2005年10月から同年11月まで配信（全4回、動画の視聴は2011年現在でも可能）。
web版ヘビメタさんの主な配信内容は「ヘビメタさん座談会」「打ち上げの実況」「（久武）頼正によるメタル解説」「けんちゃんの酔いどれ日記」であるが、ほぼ自主制作で行われていたため、テレビ版に比べると規模は縮小している。また、この4回の動画を配信した後はテレビ版と同じく「メタル魂 in Japan」や「エアメタル」などのコーナーを復活させる予定だったが、楽曲の権利などが複雑で困難になった。

### ヴィン★セントの『炎よ、我と共に歩め』
ヴィンセントが個人ブログの中で連載し続けていた関連記事で、番組の裏話を対談記事風のテキストでまとめている。2005年11月2日から2006年4月13日まで連載。

## 関連番組
- ROCK FUJIYAMA - 同じくテレビ東京系列局で放送された音楽番組で、この番組のレギュラー陣およびスタッフをほぼそのまま引き継いでいた。
- LIVE BANG! - 同じくテレビ東京系列局で放送された音楽番組で、熊田がアシスタントを、鮎貝がナレーターを務めた。